# Barbara Marcinkowska
Barbara Marcinkowska – polska pedagożka, doktor habilitowana nauk społecznych, prorektor (do 2020) i rektor (2020–2024, 2024-2028) Akademii Pedagogiki Specjalnej im. Marii Grzegorzewskiej w Warszawie.

## Życiorys
Barbara Marcinkowska ukończyła Wyższą Szkołę Pedagogiki Specjalnej im. Marii Grzegorzewskiej w Warszawie (1991). W 1995 obroniła tamże doktorat w dyscyplinie pedagogika na podstawie pracy Potrzeby zawodowe i poczucie kontroli nauczycielek klas I–III szkół podstawowych dla lekko upośledzonych umysłowo i szkół ogólnodostępnych (studium porównawcze) (promotor: Jan Pańczyk). W 2014 habilitowała się w dziedzinie nauk społecznych.
Zawodowo związana z Zakładem Edukacji i Rehabilitacji Osób z Niepełnosprawnością Intelektualną Instytutu Pedagogiki Specjalnej macierzystej uczelni. Pełniła funkcję prorektor do spraw kształcenia. Wcześniej m.in. prodziekan Wydziału Nauk Pedagogicznych. Rektor w kadencji 2020–2024.
Jej zainteresowania naukowe obejmują: rozpoznawanie możliwości i ograniczeń osób z głębszą niepełnosprawnością intelektualną i z niepełnosprawnością sprzężoną; komunikacja osób z głębszą niepełnosprawnością intelektualną – diagnoza i wspieranie rozwoju; rehabilitacja osób z głębszą niepełnosprawnością intelektualną i z niepełnosprawnością sprzężoną; wspieranie nauczycieli w wypełnianiu zadań wynikających z kształcenia uczniów z niepełnosprawnością w placówkach integracyjnych i ogólnodostępnych.
Wypromowała jednego doktora.

## Ordery i odznaczona
- Krzyż Kawalerski Orderu Odrodzenia Polski – 2025[2]
- Złoty Krzyż Zasługi – 2011[3]
- Brązowy Krzyż Zasługi – 2005[4]

## Wybrane publikacje
- Model kompetencji komunikacyjnych osób z głębszą niepełnosprawnością intelektualną: w poszukiwaniu wzajemności i współpracy, Warszawa: Wydawnictwo Akademii Pedagogiki Specjalnej, 2013, ISBN 978-83-62828-69-2.